# 1950-es magyar atlétikai bajnokság
Az 1950-es magyar atlétikai bajnokság, amely az 55. magyar bajnokság eredményei.

## Eredmények

### Férfiak
| Versenyszám            | Arany                                                                                       | Arany     | Ezüst                                                                                  | Ezüst     | Bronz                                                                                    | Bronz     |
| ---------------------- | ------------------------------------------------------------------------------------------- | --------- | -------------------------------------------------------------------------------------- | --------- | ---------------------------------------------------------------------------------------- | --------- |
| 100 m                  | Szebeni Ottó Textiles                                                                       | 10,6      | Goldoványi Béla Bp. Dózsa                                                              | 10,6      | Varasdi Géza Csepeli Vasas                                                               | 10,7      |
| 200 m                  | Szebeni Ottó Textiles                                                                       | 20,9      | Goldoványi Béla Bp. Dózsa                                                              | 21,0      | Csányi György Bp. Dózsa                                                                  | 21,2      |
| 400 m                  | Bánhalmi Ferenc MPSC                                                                        | 48,5      | Solymosi Egon Pécsi Lokomotív                                                          | 49,1      | Karádi Péter Textiles                                                                    | 49,9      |
| 800 m                  | Apró József Miskolci Lokomotív                                                              | 1:58,1    | Garay Sándor Vasas                                                                     | 1:58,2    | Béres Ernő TF DISZ                                                                       | 1:58,4    |
| 1500 m                 | Garay Sándor Bp. Vasas                                                                      | 3:57,0    | Apró József Miskolci Lokomotív                                                         | 3:57,8    | Béres Ernő TF DISZ                                                                       | 3:58,6    |
| 5000 m                 | Szilágyi Jenő Bp. Vasas                                                                     | 15:09,2   | Pénzes Gyula Csepeli Vasas                                                             | 15:10,6   | Izsóf Alajos Vasas                                                                       | 15:12,8   |
| 10 000 m               | Szegedi Ferenc Győri Vasas                                                                  | 31:42,2   | Pénzes Gyula Csepeli Vasas                                                             | 31:42,6   | Esztergomi Mihály Előre                                                                  | 31:48,2   |
| maraton                | Esztergomi Mihály Előre                                                                     | 2:37:25,8 | Mauréry Tibor Textiles                                                                 | 2:42:10,0 | Kiss József Bp. Dózsa                                                                    | 2:42:46,4 |
| maraton csapat         | Esztergomi Mihály Dobronyi József Simon István Előre SE                                     | 10        | Mauréry Tibor Kiss Géza Briss Félix Textiles                                           | 17        | Zalavári Ferenc Kobrizsa András Temesvári Gyula Szegedi Lokomotív                        | 36        |
| 3000 m akadály         | Jeszenszky László Győri Vasas                                                               | 9:23,4    | Híres László Bp. Dózsa                                                                 | 9:49,8    | Feledi István Salgótarjáni Vasas                                                         | 9:50,4    |
| 110 m gát              | Pálfi Béla TF DISZ                                                                          | 15,7      | Kiss József Törekvés                                                                   | 15,8      | Jármy Tihamér Rákospalotai VSK                                                           | 16,2      |
| 400 m gát              | Lombos Dezső Textiles                                                                       | 56,0      | Bérdi Elemér Bp. Dózsa                                                                 | 56,0      | Lippay Antal Pécsi Lokomotív                                                             | 56,2      |
| 4 × 100 m              | Karádi Péter Szebeni Ottó Csenger Attila Lombos Dezső Textiles                              | 42,4      | Radnóti György Hegyesi Antal Csányi György Goldoványi Béla Bp. Dózsa                   | 42,5      | Ajkai Ákos Puskás Antal Polgár Jenő Tima Ferenc Bp. Vasas                                | 43,6      |
| 4 × 200 m              | Lombos Dezső Csenger Attila Karádi Péter Szebeni Ottó Textiles                              | 1:28,9    | Tompay Olivér Dobó András Adamik Zoltán Dörnyei Ágoston Bp. Honvéd                     | 1:31,4    | Bene Homonnay András Szabó Varasdi Géza Csepeli Vasas                                    | 1:31,5    |
| 4 × 400 m              | Csenger Attila Lőcsei István Lombos Dezső Karádi Péter Textiles                             | 3:21,4    | Edőcs Lajos Molnár Benő Tullner János Radványi Tibor Győri Vasas ETO                   | 3:21,9    | Kurucz Baranyai János Lippay Antal Solymosi Egon Pécsi Lokomotív                         | 3:26,0    |
| 4 × 800 m              | Balázs Bertalan Stelczer Ervin Tölgyesi Vilmos Almási József Csepeli Vasas                  | 7:57,0    | Antal Gyula Nagytelki József Bakos Jenő Garay Sándor Bp. Vasas                         | 7:58,0    | Bérdi Elemér Szántó György Híres László Hárshegyi György Bp. Dózsa                       | 7:59,6    |
| 4 × 1500 m             | Szalay Károly Juhász Béla Szilágyi Jenő Garay Sándor Bp. Vasas                              | 16:32,2   | Stelczer Ervin Villási Károly Pénzes Gyula Tölgyesi Vilmos Csepeli Vasas               | 16:40,4   | Jeszenszky László Békés Miklós Tullner Mátyás Szegedi Ferenc Győri Vasas ETO             | 17:01,2   |
| 5000 m csapat          | Szilágyi Jenő Izsóf Alajos Juhász Béla Garay Sándor Szilvágyi Herman Bp. Vasas A            | 28        | Pénzes Gyula Villási Károly Laczkó János Stelczer Ervin Keményffy Károly Csepeli Vasas | 71        | Iglói Mihály Szalai Károly Vámospércsi Oszkár Csizmadia Ferenc Enyedi Ferenc Bp. Vasas B | 101       |
| 10 km gyaloglás        | Kun Sándor Szegedi Postás                                                                   | 48:30,6   | László Sándor Bp. Dózsa                                                                | 49:18,0   | Róka Antal Bp. Honvéd\|49:50,2                                                           |           |
| 50 km gyaloglás        | Róka Antal Bp. Honvéd                                                                       | 4:46:46,4 | Somogyi János Egyetértés                                                               | 4:53:53,6 | Kapusi János Bp. Vasas                                                                   | 5:05:58,0 |
| 50 km gyaloglás csapat | Somogyi János Mucsi József Leghardt Sándor Egyetértés                                       | 10        | Kapusi János Selmeczi József Gyarmati András Bp. Vasas                                 | 11        | Temesvári Gyula Kincses Miklós Gyetvai József Szegedi Lokomotív                          | 26        |
| magasugrás             | Lehoczky Sándor Bp. Honvéd                                                                  | 188 cm    | Kolozsvári Miklós Csepeli Vasas                                                        | 185 cm    | Földessy Ödön Bp. Dózsa                                                                  | 185 cm    |
| magasugrás csapat      | Tordai Gyula Szipka József Lehoczky Sándor Oszlánszky István Fehérvári István Bp. Honvéd    | 171,8 cm  | Földessy Ödön Hagya István Retezár Antal Bérdi Elemér Retezár Imre Bp. Dózsa           | 169,0 cm  | Kolozsvári Miklós Pesty László Papp Haincz István Csáki Csepeli Vasas                    | 167,0 cm  |
| rúdugrás               | Homonnay Tamás Bp. Vasas                                                                    | 400 cm    | Zsitvay Zoltán Textiles                                                                | 390 cm    | Kovács Ferenc Bp. Dózsa                                                                  | 390 cm    |
| rúdugrás csapat        | Homonnay Tamás Bencsik Lajos Iván Imre Petike Lajos Bicskei Tibor Bp. Vasas                 | 328 cm    | Kertész Ferenc Bácsalmási Péter Domonkos László Sántha Gauser TF DISZ                  | 296 cm    | Lohász Héjjas Imre Antal Zoltán Felföldi Sándor Szvetnik László Bp. DISZ FSE             | 292 cm    |
| távolugrás             | Földessy Ödön Bp. Dózsa                                                                     | 712 cm    | Puskás Antal Vasas                                                                     | 703 cm    | Zajki Tibor Vörös Meteor                                                                 | 694 cm    |
| távolugrás csapat      | Földessy Ödön Csányi György Kovács Ferenc Hagya István Hanzsér István Bp. Dózsa             | 649,8 cm  | Pálfi Béla Tenke Zoltán Jakabfi Sándor Kovács István Bősze TF DISZ                     | 620,8 cm  | Zajki Tibor Cziráki József Kiss T. Kiss Emil Perlaki Vörös Meteor                        | 616,2 cm  |
| hármasugrás            | Puskás Antal Bp. Vasas                                                                      | 14,15 m   | Bolyki István Bp. Honvéd                                                               | 14,10 m   | Mátrai Béla Textiles                                                                     | 13,68 m   |
| hármasugrás csapat     | Zarándi László Kovács István Tenke Zoltán Baráth István Chrisztián György TF. DISZ          | 12,882 m  | Puskás Antal Somló Lajos Muck György Ajkai Ákos Bencsik Lajos Bp. Vasas                | 12,666 m  | Bolyki István Tompay Olivér Kenderesi László Ollé Ferenc Tordai Gyula Bp. Honvéd         | 12,490 m  |
| súlylökés              | Lévai Károly Bp. Vasas                                                                      | 14,45 m   | Söjtör József Pécsi DISZ FSE                                                           | 14,27 m   | Bakos Károly Győri Vasas                                                                 | 13,94 m   |
| súlylökés csapat       | Lévai Károly Vóki József Klics Ferenc Petike Lajos Budai Pál Bp. Vasas                      | 12,692 m  | Bonyhádi Ádám Leszler Béla Pesty László Jutasi György Halyag József Csepeli Vasas      | 12,462 m  | Németvári Ernő Soós Antal Darányi József Pénzes Ipoly Előre                              | 12,116 m  |
| diszkoszvetés          | Klics Ferenc Bp. Vasas                                                                      | 51,66 m   | Horváth Vilmos Diósgyőri Vasas                                                         | 47,43 m   | Kulitzy Jenő Vasas                                                                       | 45,31 m   |
| diszkoszvetés csapat   | Horváth Vilmos Kobold Aladár Remetz József Kobold Károly Faragó István Diósgyőr Vasas       | 41,862 m  | Kulitzy Jenő Klics Ferenc Lévai Károly Németh Imre Petike Lajos Bp. Vasas              | 41,490 m  | Bonyhádi Ádám Pesty László Halyag József Leszler Béla Jutasi György Csepeli Vasas        | 39,198 m  |
| kalapácsvetés          | Németh Imre Bp. Vasas                                                                       | 57,32 m   | Petike Lajos Bp. Vasas                                                                 | 53,52 m   | Bonyhádi Ádám Csepeli Vasas                                                              | 51,12 m   |
| kalapácsvetés csapat   | Németh Imre Petike Lajos Budai Pál Pekár Lajos Laboda Zsigmond Bp. Vasas                    | 47,17 m   | Kósa István Remete Dezső Nemes Sándor Józsa Dezső Csizmadia Pál Rálospalotai VSK       | 41,43 m   | Loch János Kapcsos Lajos Porkoláb Mihály Simonyi Gábor Hável MÁVAG                       | 36,29 m   |
| gerelyhajítás          | Várszegi József Bp. Vasas                                                                   | 66,21 m   | Rákhely Gyula Bp. Honvéd                                                               | 63,05 m   | Csányi Sándor Bp. DISZ FSE                                                               | 58,25 m   |
| gerelyhajítás csapat   | Várszegi József Kőszegi Béla Szabolcs Károly Balogh András Vóki József Bp. Vasas            | 50,140 m  | Bényi Károly Sass Lajos Bende Gábor Major József Vakulya Jenő Bp. Dózsa                | 49,780 m  | Rákhely Gyula Szatmári Aba Székely Rezső Horváth Károly Felkuti Károly Bp. Honvéd        | 48,228 m  |
| tízpróba               | Kertész Tibor TF. DISZ                                                                      | 5523      | Pálfi Béla TF DISZ                                                                     | 5411      | Zsitvay Zoltán Textiles                                                                  | 5343      |
| kis mezei futás (4 km) | Garay Sándor Bp. Vasas                                                                      | 12:01,8   | Pénzes Gyula Csepeli MTK                                                               | 12:04,2   | Apró József Miskolci Lokomotív                                                           | 12:06,2   |
| kis mezei futás csapat | Pénzes Gyula Villási Károly Hunfalvi Tibor Almási József Demeter Gyula Csepeli MTK A        | 38        | Garay Sándor Szilvágyi Hermann Juhász Béla Sándor Vámospércsi Oszkár Bp. Vasas         | 55        | Keményffy Károly Pintér János Laczkó János Stelczer Ervin Czmarkó György Csepeli MTK B   | 102       |
| mezei futás            | Esztergomi Mihály Előre                                                                     | 32:08,2   | Izsóf Alajos Bp. Vasas                                                                 | 33:00,4   | Németh Béla ÉDOSZ                                                                        | 33:05,8   |
| mezei futás csapat     | Rusovszky Gyula Farkas Béla Mészáros Károly Pikál Árpád Péter János Rákospalotai Vasutas SE | 45        | Esztergomi Mihály Dobronyi József Szabó Géza Simon István Farkas Előre                 | 93        | Izsóf Alajos Iglói Mihály Kelen János Juhász Béla Lendvai Pál Bp. Vasas                  | 94        |

### Nők
| Versenyszám          | Arany                                                                                  | Arany    | Ezüst                                                                           | Ezüst    | Bronz                                                                                 | Bronz    |
| -------------------- | -------------------------------------------------------------------------------------- | -------- | ------------------------------------------------------------------------------- | -------- | ------------------------------------------------------------------------------------- | -------- |
| 100 m                | Rákhely Gyuláné Bp. Vasas                                                              | 12,5     | Szabó Aranka Bp. Vasas                                                          | 12,5     | Lohász Irén Csepeli Vasas                                                             | 12,7     |
| 200 m                | Egri Lenke Bp. Vasas                                                                   | 25,5     | Szabó Aranka Bp. Vasas                                                          | 25,7     | Bleha Anna Előre                                                                      | 26,0     |
| 800 m                | Bleha Anna Előre                                                                       | 2:23,0   | Köbölkúti Irén Vörös Meteor                                                     | 2:23,2   | Rőder Katalin Bp. Vasas                                                               | 2:30,8   |
| 80 m gát             | Kolozsvári Anna Olajmunkás                                                             | 12,5     | Kincsessy Gabriella Bp. Vasas                                                   | 12,8     | Lőrinczi Anna Bp. Vasas                                                               | 13,0     |
| 4 × 100 m            | Rákhely Gyuláné Lörinczi Anna Egri Lenke Gyarmati Olga Bp. Vasas                       | 49,2     | Sasvári Gizella Harasztos Anna Bogdán Margit Kolozsvári Anna Olajmunkás         | 52,3     | Bende Franciska Balás Zsuzsa Pénzes Margit Umbrai Katalin Textiles                    | 52,4     |
| 4 × 200 m            | Rákhely Gyuláné Lörinczi Anna Egri Lenke Gyarmati Olga Bp. Vasas                       | 1:45,5   | Simonek Júlia Balás Zsuzsa Bende Franciska Pénzes Margit Textiles               | 1:49,2   | Harasztos Anna Sasvári Gizella Bogdán Margit Kolozsvári Anna Olajmunkás               | 1:49,6   |
| 3 × 800 m            | Szabó Olga Básági Teréz Hazucha Zsuzsa Bp. Dózsa                                       | 7:31,8   | Pötör Gizella Rőder Katalin Ficsor Bp. Vasas                                    | 7:33,0   | Tapolczai Éva Őrhalmi Ilona Bleha Anna Előre                                          | 7:48,6   |
| magasugrás           | Csáki Erzsébet Bp. Vasas                                                               | 145 cm   | Hornung Zsuzsa Bp. DISZ FSE                                                     | 140 cm   | Pataki Judit Szegedi Lokomotív                                                        | 140 cm   |
| magasugrás csapat    | Gyarmati Olga Csáki Erzsébet Rákhely Gyuláné Lőrinczi Anna Egri Lenke Bp. Vasas        | 143,2 cm | Tordai Melinda Kertes Erzsébet Hargittai Éva Ottó Mária Kurucz Mária Bp. Honvéd | 140,4 cm | Lohász Irén Somogyi Györgyi Matkó Braxatoris Piroska Kiss Magda Csepeli Vasas         | 140,0 cm |
| távolugrás           | Lohász Irén Csepeli Vasas                                                              | 555 cm   | Bucsányi Erzsébet Pécsi Dózsa                                                   | 535 cm   | Kolozsvári Anna Olajmunkás                                                            | 511 cm   |
| távolugrás csapat    | Lohász Irén Rohonczi Mária Bokori Teréz Kovács-Buna Irma Mergl Sára Csepeli MTK        | 489,0 cm | Soós Klára Tilkovszky Ibolya Hazucha Gyimes Edit Bánsági Teréz Bp. Dózsa        | 459,8 cm | Lohász Irén Bokori Teréz Braxatoris Piroska Kiss Magda Hunfalvi Tiborné Csepeli Vasas | 453,6 cm |
| súlylökés            | Fehér Mária Előre                                                                      | 11,80 m  | Sik Józsefné Bp. Dózsa                                                          | 11,20 m  | Vucsics Mária Vasas                                                                   | 10,95 m  |
| csapat súlylökés     | Rákhely Gyuláné Loidin Vera Paál Ibolya Gyarmati Olga Schlagmüller Hedda Bp. Vasas     | 9,77 m   | Bolemányi Irén Leveleki Lászlóné Baloghné Bende Ilona Kecskés TF DISZ           | 9,50 m   | Fehér Mária Nagy Mária Rusznyák Ilona Dobinszky Őrhalmi Ilona Előre                   | 9,42 m   |
| diszkoszvetés        | Józsa Dezsőné Csepeli Vasas                                                            | 40,46 m  | Hunfalvi Tiborné Csepeli Vasas                                                  | 33,67 m  | Zsolnai Júlia Bp. Dózsa                                                               | 33,67 m  |
| diszkoszvetés csapat | Józsa Dezsőné Kiss Magda Hunfalvi Tiborné Várbogyai Etelka Gurszky Ilona Csepeli Vasas | 31,75 m  | Hetesi Margit Eberhardt Ilona Horváth Németh Imréné Paál Ibolya Bp. Vasas       | 29,59 m  | Sober Erzsébet Zsolnai Júlia Sik Józsefné Kelemen Márta Kenessy Gizella Bp. Dózsa     | 28,92 m  |
| gerelyhajítás        | Umbrai Katalin Textiles                                                                | 39,98 m  | Vucsics Mária Vasas                                                             | 35,33 m  | Tiszavölgyi Józsefné Pécsi Dózsa                                                      | 35,16 m  |
| gerelyhajítás csapat | Umbrai Katalin Laczó Ilona Vigh Erzsébet Ruttkai Vera Bánfi Júlia Textiles SE          | 30,766 m | Leveleki Lászlóné Pacor Mária Bolemányi Irén Kiss A. Bende Ilona TF DISZ        | 28,932 m | Kiss Magda Koronczi Blanka Kutnyevszky Éva Gurszky Lohász Irén Csepeli Vasas          | 27,438 m |
| ötpróba              | Gyarmati Olga Bp. Vasas                                                                | 4157     | Lohász Irén Csepeli Vasas                                                       | 3419     | Kolozsvári Anna Olajmunkás                                                            | 3293     |
| mezei futás          | Bleha Anna Előre                                                                       | 5:13,0   | Bokori Teréz Csepeli MTK                                                        | 5:16,6   | Rőder Katalin Bp. Vasas                                                               | 5:18,6   |
| mezei futás csapat   | Bleha Anna Örhalmi Ilona Polareczky Jolán Előre                                        | 11       | Naményi Lenke Soós Erzsébet Novák Erzsébet Nyír. VSK                            | 20       | Bánsági Teréz Szabó Olga Fehér Lola Bp. Dózsa                                         | 20       |

### Magyar atlétikai csúcsok
- kalapácsvetés 59,88 m Vcs. Németh Imre Bp. Vasas Budapest 1950. 5. 16.

### Országos csúcsok
- n. 60 m 7,8 Gyarmati Olga Bp. Vasas Győr 6. 27.
- n. 100 m 12,2 Gyarmati Olga Bp. Vasas Győr 6. 25.
- n. 200 m 25,6 Gyarmati Olga Bp, Vasas Győr 6. 24.
- n. 200 m 25,2 Gyarmati Olga Bp, Vasas Moszkva 7. 31.
- n. 400 m 59,9 Bleha Anna Előre SE Budapest 6. 10.
- n. 400 m 59,9 Hazucha Zsuzsanna Dózsa SE Budapest 6. 10.
- n. 800 m 2:18,2 Bleha Anna Előre SE Moszkva 7. 31.
- n. 800 m 2:17,8 Bleha Anna Előre SE Bukarest 9. 11.
- n. 80 m gát 11,4 Gyarmati Olga Bp, Vasas Moszkva 6. 27.
- 2 órás gyaloglás 23,235 km László Sándor Dózsa SE Budapest 6. 27.
- n. 4 × 100 m 88,2 Női válogatott (Rákhely Gyuláné, Lohász Irén, Egri Lenke, Gyarmati Olga) Moszkva 7. 31.
- n. diszkoszvetés 42,29 m Józsa Dezsőné Csepeli Vasas Budapest 8. 20.
- n. ötpróba 4157 Gyarmati Olga Bp, Vasas Budapest 10. 20-21.